# デビッド・シュルツ
デビッド・シュルツ（"Dr. D" David Schultz、1950年6月1日 - ）は、アメリカ合衆国の元プロレスラー。テネシー州ジャクソン出身。
現役選手時代はヒールのラフファイターとして活躍し、私生活でも喧嘩っ早いことで知られた。引退後は犯罪者を捕えて報酬を得るプロのバウンティ・ハンター（賞金稼ぎ）となって活動。

## 来歴
ハイスクール時代はアメリカンフットボールの選手だったが、膝を負傷してプロ入りを断念。ベトナム戦争に従軍後、1974年に地元テネシー州のNWAミッドアメリカ地区でプロレスラーとしてデビュー。以降テネシーを主戦場に、アラバマ州メキシコ湾岸のガルフ・コースト地区（ガルフ・コースト・チャンピオンシップ・レスリング）やカナダ大西洋岸のマリタイム地区（イースタン・スポーツ・アソシエーション）にも転戦してキャリアを積む。喧嘩ファイトを身上とするヒールとして頭角を現し、荒っぽい試合スタイルが多いことから当時「無法地帯」と呼ばれていたテネシーでも名うてのラフファイターとなった。
1978年9月、国際プロレスに初来日（表記は「ダビッド・ショルツ」）。シリーズのエース格だったオックス・ベーカーやリップ・タイラーの相棒となって、ラッシャー木村やアニマル浜口と対戦した。翌1979年8月18日にはテネシー州チャタヌーガにてジプシー・ジョーを破り、ラフファイターの称号であるNWA世界ブラスナックル王座を獲得。11月22日にはノックスビルにてデニス・コンドリーをパートナーに、ディック・スレーター&ポール・オーンドーフからNWAサウスイースタン・タッグ王座を奪取している。テネシーではその後もメンフィスのCWAでコンドリーとコンビを組み、ジェリー・ローラー、ビル・ダンディー、ジミー・バリアント、リッキー・モートン、ココ・ウェア、ロッキー・ジョンソン、ビル・ロビンソン、ケン・ルーカス、リッキー&ロバートのギブソン・ブラザーズなどと抗争した。
1981年から1982年にかけてはカナダ・アルバータ州カルガリーのスタンピード・レスリングに参戦。ブレット・ハート、レオ・バーク、ミスター・ヒトを破り、同地区のフラッグシップ・タイトルだった北米ヘビー級王座を通算3回獲得した。1982年7月18日にはエドモントンにて、カルガリー地区に遠征してきたニック・ボックウィンクルのAWA世界ヘビー級王座に挑戦。これを機に翌1983年にAWAと契約し、メジャー・テリトリーへの本格的な進出を果たした。
AWAではバロン・フォン・ラシク、ブラッド・レイガンズ、ジム・ブランゼル、スティーブ・オルソノスキーらを下し、ミスター・サイトーのパートナーとなってハルク・ホーガンと抗争を展開。その活躍ぶりをビンス・マクマホンに認められ、ホーガンと同時期にWWFに移籍する。ホーガンとの抗争はWWFでも継続させ、1984年よりスタートしたWWFの全米進出サーキットではAWA圏侵攻の目玉カードとしてホーガン対シュルツのWWF世界ヘビー級王座戦が組まれた。WWFではホーガンをはじめ、アンドレ・ザ・ジャイアント、ボブ・バックランド、サージェント・スローター、ジミー・スヌーカ、ブラックジャック・マリガンなどベビーフェイス陣営のトップと各地で対戦、ティト・サンタナが保持していたインターコンチネンタル・ヘビー級王座にも再三挑戦した。同年7月にはWWFとの提携ルートで新日本プロレスに初参加している。
しかし1984年12月28日、ニューヨークのマディソン・スクエア・ガーデンでの試合前にABCアナウンサーのジョン・ストッセルから取材を受け、プロレスの内部事情に関する質問に激高。殴打事件を起こしたために謹慎処分を受け、後に解雇される（シュルツは後の裁判で、ストッセルを殴打したのはマクマホンの指示によるものだと主張した）。なお当日、シュルツは日本から遠征してきたアントニオ猪木と対戦、この試合は日本でも放送された。当時のWWFにおいてシュルツはオーンドーフやロディ・パイパーとヒールのユニットを結成しており、パイパーの用心棒として活躍していたが、その役どころをカウボーイ・ボブ・オートンに譲ることとなった。
WWF解雇後は各地を転戦し、古巣メンフィスのCWAではWWF入り前のランディ・サベージともタッグを組み、1985年5月6日にはミッドサウス・コロシアムにてローラー&ブルーザー・ブロディのチームと対戦。6月6日にはロードアイランド州ウォリックにおいて、リック・フレアーのNWA世界ヘビー級王座に挑戦している。ジノ・ブリットやディノ・ブラボーらが主宰していたカナダのモントリオール地区では、1986年11月にグレート・サムゥを破ってインターナショナル・ヘビー級王座を獲得した。
1987年に引退してからはバウンティ・ハンターに転身。世界を股にかけて犯罪者を追跡し、FBIやDEAをはじめ各地の警察機関の捜査に協力している。引退後は1990年代にWWFのステロイド裁判に原告側の証人として出廷した以外はプロレスリング業界との関わりを絶っていたが、2000年代からはファンが主催するイベントなどに登場している。

## エピソード
- ジョン・ストッセル殴打事件の後、最後の来日となった1985年3月の新日本プロレスへの再来日時にも、当時の実況アナウンサーだった古舘伊知郎に控室で暴行を加えようとしたことがある。これは、レスラー間のケーフェイを部外者に知られることを危惧し、古館を控室から追い返そうとしたための行為だったともいわれている[21]。関係者がシュルツを制止したため大事には至らなかったが、機転を利かせた古館は、無傷にもかかわらず頭に包帯を巻いて当日の生中継に臨み、この出来事を自身の恐怖体験として視聴者に伝えることで、シュルツのヒールとしての凶悪なイメージを煽った[21]。なお、ハルク・ホーガンも新人時代に間違えて別の控室に入ってしまい、中にいたシュルツに「よそ者は出ていけ!」などと激しく罵倒されたことがあると自著で記している[22]。
- リング外でも気性が激しかったようで、ダイナマイト・キッドの自著では、キッドにけしかけられたシュルツがバックステージでホーガンと乱闘を起こしたエピソードが書かれている[23]。
- バウンティ・ハンターに転身後、日本では「犯人に射殺された」という誤報が報じられたことがあった。

## 得意技
- フライング・コークスクリュー・エルボー
- ツームストーン・パイルドライバー
- ハングマンズ・ホールド
- ナックル・パンチ
- デビルズ・ハング[24]

## 獲得タイトル
NWAミッドアメリカ / コンチネンタル・レスリング・アソシエーション
- NWA世界ブラスナックル王座：1回[7]
- NWAミッドアメリカ・タッグ王座：1回（w / ビル・アッシュ）[25]
- NWA世界6人タッグ王座（ミッドアメリカ版）：2回（w / トージョー・ヤマモト&グレート・トーゴー、トージョー・ヤマモト&ハンス・シュローダー）[26]
- NWA南部タッグ王座（ミッドアメリカ版）：2回（w / ロジャー・カービー、ダッチ・マンテル）[27]
- AWA南部タッグ王座：1回（w / デニス・コンドリー）[28]

サウスイースタン・チャンピオンシップ・レスリング
- NWAサウスイースタン・ヘビー級王座：1回[29]
- NWAサウスイースタン・ヘビー級王座（南部版）：1回[30]
- NWAサウスイースタン・タッグ王座：1回（w / デニス・コンドリー）[8]

スタンピード・レスリング
- スタンピード北米ヘビー級王座：3回[10]

イースタン・スポーツ・アソシエーション
- NWAカナディアン・ヘビー級王座（マリタイム版）：2回[31]

インターナショナル・レスリング
- カナディアン・インターナショナル・ヘビー級王座（モントリオール版）：1回[20]